# UNPROFOR
La Forza di protezione delle Nazioni Unite (in inglese United Nations Protection Force, acronimo UNPROFOR) era una forza di intervento dell'Organizzazione delle Nazioni Unite.

## Storia
Fu istituita dal Consiglio di sicurezza delle Nazioni Unite con la risoluzione delle Nazioni Unite del Consiglio di Sicurezza delle Nazioni Unite n. 743 del 21 febbraio 1992, col compito di «creare le condizioni di pace e sicurezza necessarie per raggiungere una soluzione complessiva della crisi jugoslava» (in atto dopo la dissoluzione della Repubblica Federale Socialista di Jugoslavia e la conseguente secessione delle sue repubbliche: Slovenia, Croazia, Bosnia ed Erzegovina e Macedonia).
È stata la prima forza di peacekeeping in Croazia e in Bosnia ed Erzegovina durante le guerre Iugoslave. Ha operato dall'inizio del coinvolgimento ONU durante le guerre jugoslave nel febbraio 1992 fino al suo mutamento in altre forze nel marzo 1995, venendo coinvolta nel massacro di Srebrenica.

## Personale
L'UNPROFOR era composta da circa 39.000 uomini, da truppe degli eserciti dell'Argentina, Bangladesh, Belgio, Brasile, Canada, Colombia, Repubblica Ceca, Danimarca, Egitto, Finlandia, Francia, Ghana, India, Indonesia, Irlanda, Italia, Giordania, Kenya, Lituania, Malaysia, Nepal, Paesi Bassi, Nuova Zelanda, Nigeria, Norvegia, Pakistan, Polonia, Portogallo, Russia, Slovacchia, Spagna, Svezia, Svizzera, Tunisia, Turchia, Ucraina, Regno Unito, Stati Uniti e Venezuela. 320 sono le vittime tra coloro che sono stati parte della forza armata.
I comandanti dell'UNPROFOR erano:
- Tenente-Generale Satish Nambiar (India), dal marzo 1992 al marzo 1993
- Tenente-Generale Lars-Eric Wahlgren (Svezia), dal marzo 1993 al giugno 1993
- Generale Jean Cot (Francia), dal giugno 1993 al marzo 1994
- Generale Bertrand de Sauville de La Presle (Francia), dal marzo 1994

Principali ufficiali sul campo:
- Generale maggiore canadese Lewis MacKenzie Settore Sarajevo 1992
- Generale francese Philippe Morillon dall'ottobre 1992 al luglio 1993
- Generale francese Bernard Janvier
- Tenente-Generale belga Francis Briquemont fino al 17 gennaio 1994
- Tenente-Generale britannico Sir Michael Rose dal 17 gennaio 1994 al 25 febbraio 1995
- Tenente-Generale britannico Rupert Smith dal 25 febbraio 1995

## Attività e funzioni
Il mandato iniziale dell'UNPROFOR era di assicurare condizioni per dialoghi di pace, e sicurezza in tre enclavi "safe-haven" demilitarizzate, chiamate Aree protette delle Nazioni Unite (United Nations Protected Area, UNPAs) situate nella Repubblica ex-Jugoslava della Croazia: Slavonia Orientale, Slavonia Occidentale e Krajina. Erano regioni con una forte presenza di popolazione serba, che si era organizzata nell'autonoma Repubblica Serba della Krajina, che ha portato a tensioni e combattimenti.
Nel 1992, il mandato fu esteso alle cosiddette "pink zones" controllando l'accesso alle UNPAs (Risoluzione 762), un controllo di confine e monitoraggio dell'accesso dei civili alle Pink Zones (Risoluzione 769), e controllo della demilitarizzazione della Penisola di Prevlaka, vicino a Ragusa (Risoluzione 779).

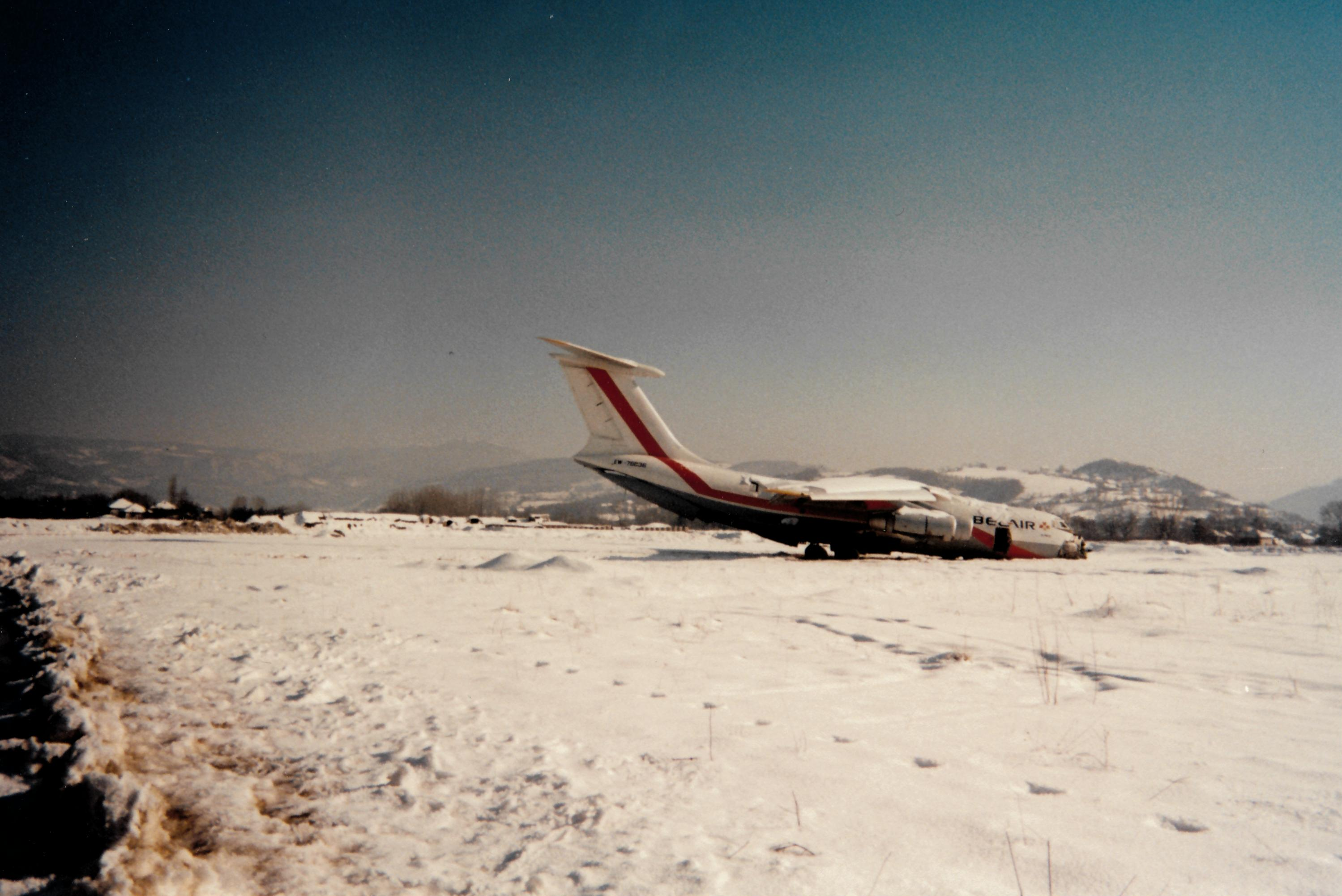
L'unico aereo visibile all'aeroporto di Sarajevo, dall'inizio della guerra. L'aeroporto era sulla frontiera tra Serbi e Bosniaci.

Altre estensioni del mandato includono la protezione dell'aeroporto di Sarajevo dal giugno 1992 (Risoluzione 758), e, dal settembre 1992, protezione per gli aiuti umanitari nell'intera Bosnia Erzegovina, e protezione dei rifugiati civili quando richiesto dall'ICRC (Risoluzione 770).
L'UNPROFOR era coinvolta nell'interdizione agli aerei militari dello spazio aereo in Bosnia Erzegovina (su ordine del Consiglio di Sicurezza ONU), in coordinazione con le forze NATO (le missioni di blocco aereo furono i primi interventi armati della NATO).
Inoltre monitorava Bihać, Sarajevo, Goražde, Žepa, Srebrenica e Tuzla, che furono definite "zone di sicurezza" dal Consiglio di Sicurezza ONU. L'UNPROFOR era autorizzata a usare la forza per proteggere queste zone se necessario, coordinandosi con le forze aeree NATO. Successivamente questo fu esteso a parti del territorio Croato.
Occasionalmente, l'UNPROFOR ha controllato i cessate il fuoco in Bosnia dal febbraio 1994 al gennaio 1995.
Il 31 marzo 1995, l'UNPROFOR fu diviso in tre operazioni di pace coordinate.
Il 20 dicembre 1995, le forze dell'UNPROFOR furono unite alla IFOR della NATO, il cui compito era di far applicare la Struttura Generale degli Accordi di Pace in Bosnia Erzegovina (conosciuti anche come Accordi di Dayton).

## Obiettivi raggiunti

### Febbraio 1992 – marzo 1993
Il primo mandato dell'UNPROFOR durò dodici mesi. Alla fine del primo mandato, l'UNPROFOR aveva avuto alcuni successi nel ripristinare la pace in Croazia, col notevole risultato di ottenere la rimozione dell'Esercito Popolare Jugoslavo. Ma l'agitazione civile era forte, e terrore, discriminazione e "pulizia etnica" erano ancora presenti. La situazione era problematica soprattutto a causa della non cooperazione delle autorità serbe locali, e a causa delle successive offensive dei capi militari croati. In più, la situazione per la quale l'UNPROFOR era stata creata era molto cambiata. La parte croata ora rifiutava di negoziare la sua sovranità sulle UNPAs e sulle Pink Zones, che la parte serba non avrebbe accettato. La nascita della cosiddetta Repubblica Serba della Krajina complicò ulteriormente la situazione.
L'apertura dell'aeroporto di Sarajevo fu condotta dalla Canadian Operational Force, che si portò dalla Croazia alla zona di combattimento di Sarajevo. La forza canadese includeva francofoni (Royal 22nd Regiment), con l'ausilio della November Company degli anglosassoni (Royal Canadian Regement].
Nonostante le azioni ostili, l'aeroporto internazionale di Sarajevo è stato tenuto aperto con successo. Nel periodo dal 3 luglio 1992 al 31 gennaio 1993, il ponte aereo umanitario organizzato dall'UNHCR sotto la protezione dell'UNPROFOR ha portato 2476 aerei con 27460 tonnellate di cibo, medicine e altri beni.
La distribuzione degli aiuti umanitari fu interrotta a causa della non cooperazione ed anche di azioni ostili delle fazioni in campo, specialmente da parte delle forze Serbo-Bosniache. Nonostante ciò, dal novembre 1992 al gennaio 1993, un totale di circa 34600 tonnellate di beni di prima necessità sono stati portati a circa ottocentomila beneficiari in 110 località in tutta la Bosnia Erzegovina.

### Marzo 1993 – febbraio 1994

#### Incursioni croate
Il 6 luglio 1993, nuove tensioni nacquero seguendo la decisione del governo Croato di riaprire il ponte di Maslenica il 18 luglio. Il mandato UNPROFOR di monitorare il ritiro delle forze Croate dall'area non
ha potuto essere attivato, a causa del rifiuto dell'accesso delle autorità croate. I Serbi bombardarono il ponte che fu parzialmente distrutto il 2 agosto. Il 12 agosto, i negoziati per un cessate il fuoco cominciarono a Ginevra, ma non ebbero successo. Ogni tanto, le forze croate si rifugiavano nelle posizioni che avevano prima dell'incursione, non senza distruggere sistematicamente le case nell'area.

#### Operazione "Deny Flight"
A metà marzo, aerei non identificati sganciarono bombe sui villaggi nelle vicinanze di Srebrenica violando la "No-Flight zone" per la prima volta. I Serbi Bosniaci furono accusati del bombardamento ma lo negarono. Il 31 marzo, fu votata una risoluzione che autorizzò le nazioni coinvolte nell'UNPROFOR a prendere "tutte le misure necessarie" per prevenire l'accesso di aerei militari dei belligeranti nella no-flight zone ("Operazione Deny Flight"). Gli aerei francesi, olandesi, tedeschi, americani e italiani (tornado e amx) furono impiegati per applicare la risoluzione. In totale, fino al 1º dicembre 1994, sono state osservate 3317 violazioni. Il 28 febbraio 1994, quattro aerei militari furono abbattuti dai soldati NATO sulla Bosnia Erzegovina.

#### Safe Areas
Dal marzo 1993, le unità para-militari serbe in una sistematica campagna di terrore uccisero un gran numero di civili, distrussero abitazioni, impedirono all'UNHCR di portare gli aiuti umanitari, e forzarono migliaia di profughi musulmani a fuggire a Srebrenica. 30 o 40 persone morivano ogni giorno per azioni militari, fame, esposizione al freddo o mancanza di cure mediche. La risoluzione 819 cercò di risolvere questo problema dichiarando Srebrenica una "Safe Area" che avrebbe dovuto essere libera da ogni attacco armato e ogni altra azione ostile. La risoluzione 836 estese il mandato dell'UNPROFOR alla difesa della Safe Area se fosse stato necessario. Per attuare la deterrenza, furono mandati circa 7600 e il supporto aereo fu organizzato in coordinazione con la NATO.
Sfortunatamente, le forze ONU erano così scarsamente equipaggiate ed avevano un mandato così restrittivo che non riuscirono a ostacolare le forze Bosniache all'interno delle stesse Safe Area. Le forze Bosniache usarono sempre di più le Safe Areas come basi per lanciare attacchi contro i Serbi, il che fece infuriare i Serbi, e palesò l'ostruzione del Generale Mladić contro le misure protettive per le Safe Areas.

#### Guerra in Bosnia
Nel maggio 1993, battaglie intense irruppero nella Bosnia Centrale tra musulmani e croati. Le forze para-militari croate, il cui legame con le autorità era poco chiaro, compirono azioni contro i serbi e i musulmani. Il massacro al villaggio di Ahmići, il 16 aprile 1993, è un esempio della ferocia del terrore. Tihomir Blaškić era l'ufficiale della formazione HVO dell'esercito croato che fu processato e condannato dal Tribunale penale internazionale per l'ex-Jugoslavia per la sua responsabilità in questo massacro. Blaškić restò circa nove anni in prigione prima che la corte d'appello lo assolse da molti dei coinvolgimenti nel luglio 2004, quando la difesa provò che non aveva il comando di tutte le unità HVO nell'area o di alcune unità paramilitari.
Il 24 settembre, il Consiglio di Sicurezza fu informato dal governo croato che se il mandato UNPROFOR non fosse stato modificato per promuovere un'applicazione forte delle risoluzioni rilevanti del Consiglio di Sicurezza, la Croazia sarebbe stata obbligata a richiedere all'UNPROFOR di lasciare il paese non più tardi del 30 novembre 1993. Seguì una ridefinizione del mandato.

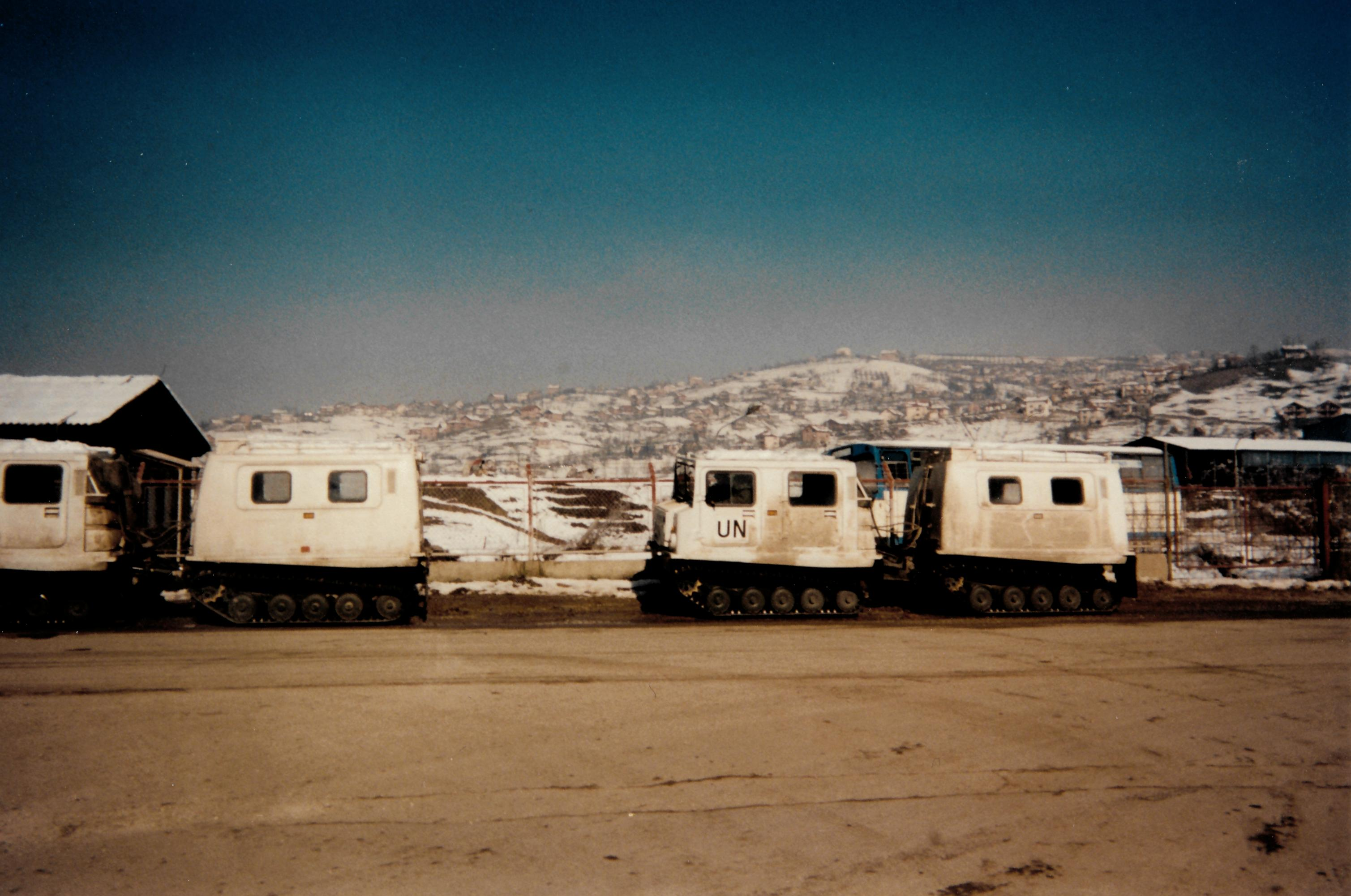
Mezzi leggeri Bv206 dell'ONU a Sarajevo, detti anche "softskin" (non blindati).

Alla fine dell'anno, le parti in guerra cercarono di giungere ad un cessate il fuoco. La tregua fu applicata tra le forze serbe e croate, ma ci furono combattimenti in Bosnia tra musulmani e croati, e la situazione umanitaria continuò a deteriorarsi. Inoltre, Sarajevo continuò ad essere bombardata dalle forze serbo-bosniache. Fu scoperto anche che l'esercito regolare croato stava aiutando le forze croate bosniache con molti uomini ed equipaggiamenti, rimuovendo le loro insegne. Questo portò a successive proteste dell'ONU. L'uso della forza cominciò ad essere discusso al summit NATO tenutosi a Bruxelles il 10 e 11 gennaio 1994. Dopo l'innalzamento dei toni dell'ONU, i Serbi Bosniaci, dopo colloqui con alti ufficiali della Federazione Russa a Mosca, accettarono di aprire l'aeroporto di Tuzla per scopi umanitari. Allo stesso tempo, fu permesso il cambio delle truppe ONU a Srebrenica, ed il contingente canadese fu sostituito da quello olandese.
La situazione a Sarajevo, comunque, rimase estremamente tesa, con i cecchini serbi che sparavano mirando deliberatamente i civili, e l'artiglieria e pesanti mortai sparati sulle aree popolate. Questo influenzò fortemente l'opinione pubblica occidentale, dal momento che alcuni giornalisti operavano a Sarajevo, e l'uccisione di civili fu vista ai notiziari della sera. Il 4 febbraio 1994, un mortaio sparato in un sobborgo di Sarajevo uccise 10 persone e ne ferì 18. Il giorno dopo, un mortaio 120mm fu esploso sul mercato centrale uccidendo almeno 58 civili e ferendone altri 142, nel più grave incidente singolo del 22º mese di guerra. L'esasperazione per queste provocazioni crebbe al punto che fu mandato un ultimatum, richiedendo la rimozione o la resa all'UNPROFOR di tutte le armi pesanti a 20 km da Sarajevo (Bosniaci e serbi, con l'eccezione di Pale, entro 10 giorni). L'ultimatum fu soddisfatto il 17 febbraio, con le armi pesanti non rimosse iniziò il raggruppamento in sette zone controllate dall'UNPROFOR.
In un altro sviluppo positivo, il 23 febbraio 1994, fu deciso un cessate il fuoco tra croati e bosniaci.

### Marzo 1993 – novembre 1994

#### Sviluppi positivi ed estensione del mandato
Il 24 marzo 1994, fu pubblicato un piano per la riapertura dell'aeroporto di Tuzla, per uso esclusivo umanitario e dell'UNPROFOR.
Il 29 marzo 1994, a Zagabria, rappresentanti del governo della Croazia e le autorità serbe locali nelle UNPA, concluse un accordo di cessate il fuoco con l'intento di raggiungere una finale cessazione delle ostilità.
Parallelamente, il mandato UNPROFOR fu esteso per altri sei mesi, e furono mandati rinforzi, ammontando a 10000 truppe e qualche centinaio di soldati e osservatori.

#### Assalto contro le Safe Areas
Poco dopo il cessate il fuoco tra croati e serbi, i serbi bosniaci lanciarono un assalto contro la Safe Area di Goražde, bombardando pesantemente la città e i villaggi intorno. Proteste e esortazioni del Consiglio di Sicurezza ONU si rivelarono inefficienti, a il 10 e 11 aprile 1994, la NATO lanciò bombardamenti contro le posizioni dei serbi bosniaci. Comunque, questi bombardamenti finirono per essere molto meno effettivi di quelli della recente Guerra del Golfo, che condizionarono il pubblico a comprendere i bombardamenti. A dispetto della dimostrazione di forza della NATO, e le proteste di buona fede dei serbi, i bombardamenti continuarono. In una situazione simile come quella successa a Sarajevo, fu dato un ultimatum, e per il 24, molte truppe serbe vi aderirono. Questi incidenti portarono ad un'altra riflessione sullo status delle Safe Areas.

#### Tentativi di designare piani di pace
Molti Piani di Pace sono stati rifiutati (il piano Carrington-Cutilliero, il piano Vance-Owen, il pacchetto "HMS Invincible", il Piano d'azione dell'Unione Europea). Alla fine di luglio, un programma fu definito dal Gruppo di Contatto, che fu accettato dai croati, i serbi e i bosniaci. I serbi bosniaci, comunque, rifiutarono il piano. I primi di agosto, in un tentativo di costringere bosniaci e serbi all'accettazione del piano, il governo serbo tagliò le relazioni politiche ed economiche con i leader dei serbi bosniaci. Questa decisione fu accolta positivamente dal Consiglio di Sicurezza. Il 23 settembre, il Consiglio di Sicurezza dell'ONU accettò ufficialmente l'accordo delle parti in guerra al piano di pace, condannando i rifiuti dei serbi bosniaci, e rinforzando le sanzioni contro l'entità serba bosniaca.

#### Isolamento dei serbi bosniaci
Il 23 settembre 1994, come rappresaglia all'ostruzione dei serbi bosniaci al piano di pace, il Consiglio di Sicurezza, con la sua risoluzione 942, tagliò tutti i collegamenti commerciali e monetari verso l'entità serbo bosniaca. Questo tagliò il flusso di carburante ai serbi bosniaci, un punto strategico importante.
A causa delle posizioni estreme prese dal governo serbo bosniaco, la Federazione Jugoslava (Serbia e Montenegro) stessa dovette prendere una forte distanza contro l'entità Serba. Questo portò ad un quasi completo isolamento diplomatico dell'entità.

#### Peggioramento della sicurezza
Nell'agosto 1994, la situazione peggiorò ancora, in particolare a causa dell'attività dei cecchini, malgrado gli accordi anti-cecchini. A Sarajevo, il sanguinoso "Viale dei cecchini" divenne famoso ed infame. Attacchi deliberati contro il personale UNPROFOR o aerei divennero frequenti.
In ottobre, i croati bosniaci attaccarono i serbi bosniaci intrappolandoli a Bihać. L'attacco e il conseguente contrattacco dei serbi, portò il terrore nella popolazione locale e ad un altro esodo massivo di profughi. In chiara contraddizione con lo status di "Safe Area" di Bihać e la "No-flight zone", gli aeroplani serbi bosniaci fecero ripetuti attacchi nell'area di Bihać, usando bombe a grappolo e napalm.
In reazione a questo, il 21 novembre, aerei NATO distrussero la pista aerea di Udbina, situata nel Settore Sud UNPA in Croazia. I giorni seguenti, aerei NATO intervennero ancora, contro i siti missilistici anti-aerei serbi che aprirono il fuoco sui jet britannici, e contro i siti di artiglieria che colpirono Bihać. Per non indebolire il loro profilo, i serbi bosniaci risposero prendendo personale ONU in ostaggio e ostacolando il transito di aiuti umanitari.
Nella scena diplomatica, tutti gli sforzi per giungere a un cessate il fuoco furono vani, ancora soprattutto a causa dell'ostruzione dei serbi bosniaci. Radovan Karadžić rifiutò l'invito del Segretario Generale ONU.

### La caduta di Srebrenica (7 luglio 1995)
Le Nazioni Unite fallirono nell'impedire l'attacco serbo a Srebrenica e gli sconvolgenti eventi che seguirono Peacekeeping Best Practices Unit (PBPU) report.
Il massacro non fu seguito da nessuna particolare reazione militare della forza ONU, che più tardi spinsero la NATO all'abbandono della doppia organizzazione e ad iniziare l'"Operazione Forza deliberata" in risposta alle future provocazioni delle forze serbe.

### Ostaggi ONU e ponte di Vrbanja

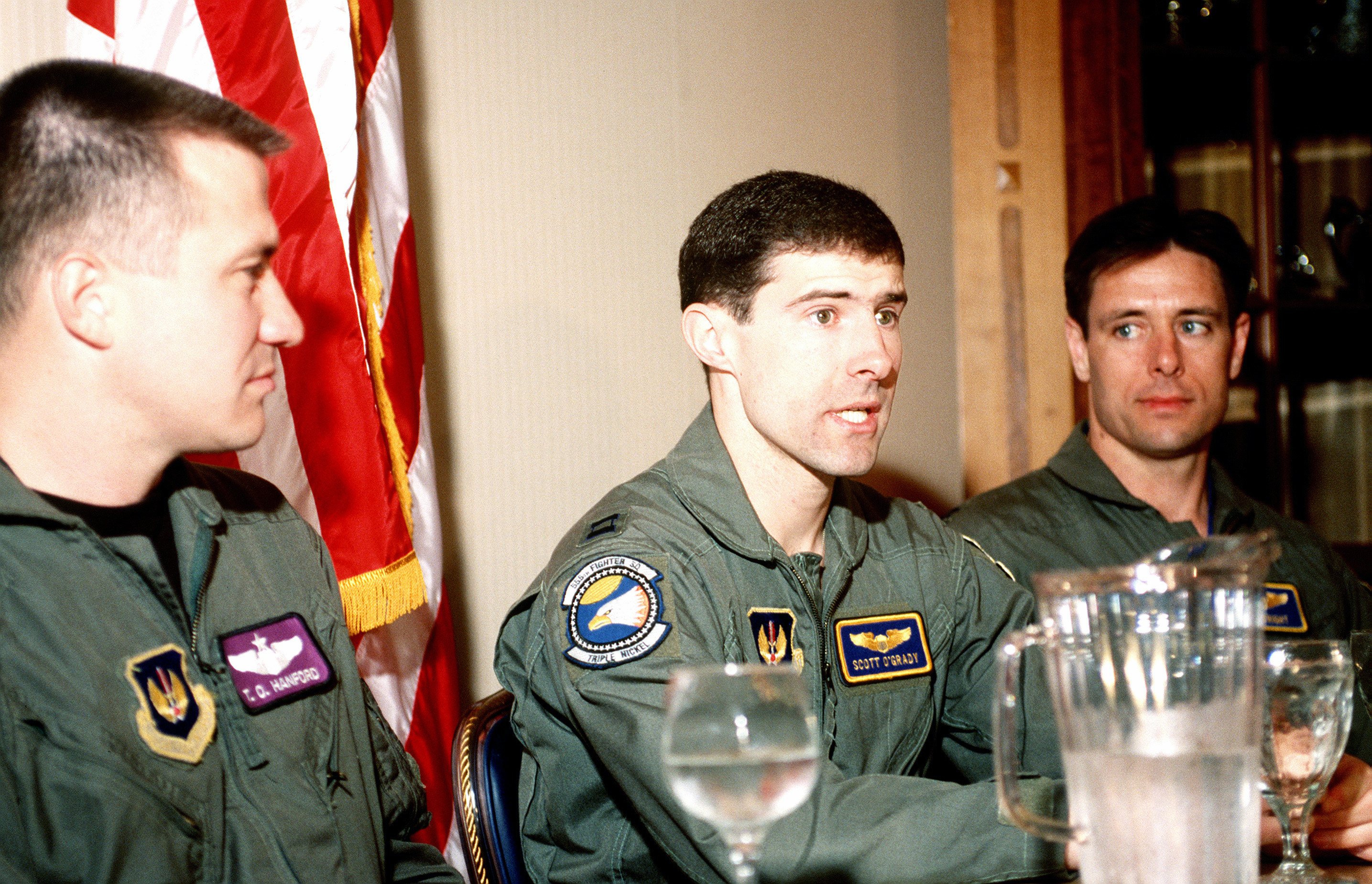
Il Capitano Scott F. O'Grady (al centro), il cui F-16 fu abbattuto sui cieli della Bosnia il 2 giugno 1995, mentre volava per l'Operazione Deny Flight.

In risposta ai bombardamenti NATO, i serbi procedettero a riprendersi con la forza le armi pesanti che gli erano state confiscate dall'ONU. I peace-keepers, fortemente in inferiorità numerica, dovettero arrendersi dopo un breve e simbolico combattimento. Circa 400 Caschi blu furono presi in ostaggio, portati in punti strategici come scudi umani, e furono mostrati in catene alla TV serba. Fu anche abbattuto un F16 statunitense, e il suo pilota, Cap. Scott O'Grady, fu tratto in salvo dai commilitoni scampando alla cattura da parte dei serbi bosniaci.
In molti casi, i Caschi Blu furono attaccati nei depositi di armi da forze serbe molto superiori. Il generale Herve Gobillard, comandante delle truppe ONU a Sarajevo, dichiarò che i peacekeepers erano "soltanto limitati nei loro movimenti,
ma [hanno avuto] armi, rifornimento di munizioni per molti giorni ed ordini rigorosi per difendere le loro posizioni", ma alla luce dei rapimenti, suscitarono inquietudini e i bombardamenti a guida ONU furono interrotti. Inoltre, le rappresaglie dei serbi contro i civili a causa dei bombardaenti causarono 70 morti e 150 feriti in Tuzla e 5 morti in Gorazde.
Il 27 maggio 1995, il Generale Ratko Mladić lanciò un assalto contro i punti di osservazione ONU e al ponte di Vrbanja. Alle 5 del mattino, il capitano francese che comandava la posizione perse contatto con i 12 uomini e iniziò a investigare. Un serbo che portava un casco blu e l'uniforme francese cercò di prenderlo in ostaggio, ma fu ostacolato dalla scorta, e l'ufficiale riuscì a scappare. Nelle ore seguenti, i francesi, dopo un intenso cannoneggiamento con le autoblindo ERC 90 Sagaie, attaccarono il posto, uccidendo quattro persone e catturandone altre quattro. Due soldati francesi furono uccisi.
A mezzogiorno, la radio serbo bosniaca trasmise che il Generale Mladić aveva ordinato di
"impiegare i membri dell'UNPROFOR catturati, e gli altri cittadini stranieri che si sono comportati da nemici del popolo Serbo, ai posti di comando, ai depositi e ad altre funzioni importanti"
"Le Nazioni Unite in questa particolare situazione ha deciso di assumere un assassino, chiamato alleanza NATO. È un sicario. Se la NATO vuole continuare con i suoi bombardamenti allora saranno uccise le truppe ONU qui sul campo, perché noi abbiamo posizionato le truppe ONU e gli osservatori in potenziali obiettivi che la NATO potrebbe colpire. La comunità internazionale dovrà pagare un prezzo molto alto. E non si fermerà qui. I serbi sono determinati a fare il punto al mondo intero." (Jovan Zametica, portavoce di Karadžić)
Il 30 maggio, Ratko Mladić telefonò a Rupert Smith e accettò di non mettere in catene i Caschi Blu in ostaggio, ma di "portarli" soltanto nei luoghi strategici. Chiese anche "scuse" per la morte dei 4 soldati uccisi dai francesi a Vrbanja, minacciando di "non poter garantire la sicurezza" delle forze ONU a Gorazde.

### Operation Storm e Dayton
Le azioni sopra e le operazioni delle forze croate nella Krajina nell'Operation Storm nell'agosto 1995 cambiò la geografia politica della BiH. Alla fine questi portarono agli Accordi di Dayton e l'impiego della NATO porto l'IFOR il 20 dicembre 1995 ad assicurare l'aderenza delle ex fazioni combattenti all'annessione militare al "General Framework Agreement for Peace" in Bosnia Erzegovina con l'Implementation Force.